# Ильичи (Пермский край)
Ильичи — деревня в Кудымкарском районе Пермского края. Входила в состав Белоевского сельского поселения. Располагается на левом берегу реки Мечкор северо-западнее от города Кудымкара. Расстояние до районного центра составляет 28 км. По данным Всероссийской переписи населения 2010 года, в деревне проживал 21 человек (6 мужчин и 15 женщин).

## История
По данным на 1 июля 1963 года, в деревне проживало 74 человека. До конца 1962 года населённый пункт входил в состав Карбасовского сельсовета, а в 1963 году деревня вошла в состав Белоевского сельсовета.